# Vincent Aind

Vincent Aind, 2024

Vincent Aind (* 30. Januar 1955 in Kalchini, Westbengalen, Indien) ist ein indischer Geistlicher und römisch-katholischer Erzbischof von Ranchi.

## Leben
Vincent Aind empfing am 30. April 1984 das Sakrament der Priesterweihe für das Bistum Jalpaiguri.
Am 7. April 2015 ernannte ihn Papst Franziskus zum Bischof von Bagdogra. Der Erzbischof von Ranchi, Telesphore Placidus Kardinal Toppo, spendete ihm am 14. Juni desselben Jahres die Bischofsweihe. Mitkonsekratoren waren sein Amtsvorgänger Thomas D’Souza, Erzbischof von Kalkutta, und der Bischof von Jalpaiguri, Clement Tirkey.
Am 30. Dezember 2023 ernannte ihn Papst Franziskus zum Erzbischof von Ranchi. Die Amtseinführung fand am 19. März des folgenden Jahres statt.